# Jordy Mercer
Pour les articles homonymes, voir Mercer.
Jordy Joe Mercer, né le 27 août 1986 à Seiling (Oklahoma - États-Unis), est un joueur de baseball américain, joueur d'arrêt-court des Tigers de Detroit de la Ligue majeure de baseball.

## Carrière
Jordy Mercer est repêché au 26e tour de sélection par les Dodgers de Los Angeles en 2005. ll ne signe pas avec les Dodgers et se joint aux Cowboys, l'équipe de baseball de l'Université Oklahoma State. Il est repêché en troisième ronde par les Pirates de Pittsburgh en 2008.
Après un fort début de saison avec les Indians d'Indianapolis, le club-école Triple-A des Pirates, Mercer fait ses débuts dans le baseball majeur avec Pittsburgh le 29 mai 2012. Le lendemain, il réussit contre le lanceur Johnny Cueto des Reds de Cincinnati son premier coup sûr dans les majeures. Il frappe son premier coup de circuit au plus haut niveau le 8 août aux dépens du lanceur Josh Collmenter des Diamondbacks de l'Arizona. En 42 matchs en 2012 pour Pittsburgh, sa moyenne au bâton s'élève à ,210 avec un circuit et cinq points produits.
Mercer remplace Clint Barmes au poste d'arrêt-court principal des Pirates en 2013.

### Jeux panaméricains
Jordy Mercer a participé aux Jeux panaméricains, remportant deux médailles d'argent avec l'équipe de baseball des États-Unis en 2007 au Brésil et en 2011 à Guadalajara au Mexique.